# Sapo Cativa
Hugo "Sapo" Cativa (Quimilí, Santiago del Estero, Argentina; 27 de octubre de 1942 - Córdoba, Argentina; 29 de noviembre de 2007) fue un humorista y actor argentino.

## Carrera
Nacido en la provincia de Santiago del Estero en 1942, su madre se trasladó cuando él tenía apenas dos años a Córdoba, por ello él se consideraba como un  "nacionalizado cordobés". Su sombrero clásico y su carraspeo eran sus marcas características, a eso se le suma su voz rasposa que le daban un mayor tono gracioso al momento de contar sus chistes. Vecino, amigo y aprendiz de los Bombos Tehuelches, los consideraba los precursores del humor autóctono.
Fue parte de El Viejo Bodegón, una peña donde se juntaban él, el Negro Álvarez, Alberto Cognini y otros tantos. Precisamente, junto al último estuvo desde la aparición misma de Hortensia, de la cual fue escritor, escribiente y cuentista.
En cine tuvo una participación en una película dirigida por Eliseo Subiela, El resultado del amor, donde interpretó a Paparulo, un payaso venido a menos que conoce circunstancialmente al personaje encarnado por Sofía Gala.
Hizo decenas de espectáculos del género revisteril en su provincia de residencia. Sin embargo, su popularidad la tuvo como comentarista de chistes picarescos, formando el plantel de Café Fashion, un programa emitido por Canal 9, en las que compartía pantalla con grandes figuras del ambiente artístico como Beatriz Salomón, Fernando Siro, Ginette Reynal, Denise Dumas, Daniel Aráoz, Esteban Mellino, Chichilo Viale, Carlos Sánchez, Cacho Buenaventura y el Negro Álvarez, entre otros.
Había debutado en Cosquín en 1974 y después Julio Márbiz lo llamó para participar en Argentinísima, por Radio El Mundo. 
Fue uno de los humoristas que "caminaban" los distintos festivales del verano como Jesús María, Villa María, Cafayate, La Chaya en La Rioja y Cosquín.

## Fallecimiento
Sapo Cativa falleció en el Sanatorio Francés de la ciudad de Córdoba el 29 de noviembre de 2007, donde estuvo internado durante dos días debido a una súbita dolencia cardíaca. Sus restos descansan en el Cementerio San Jerónimo de dicha provincia. Tenía 65 años de edad.
En el 2004 el humorista había escrito un poema que se presentó de manera póstuma: 

"Cuando ya no haya calor en mi pecho, cuando ya mis ojos no vean paisajes eternos, cuando ya no abrace a alguien que quiero, cuando ya no pueda provocar la risa contando algún cuento, cuando ya no pueda en algún poema decir lo que siento, cuando el sol no brille y la luna no vea mi sombrero puesto, cuando ya los labios no puedan dar besos, será ese el momento en que me esté yendo, pero habrá y yo creo, un último aliento para preguntar: ¿Cuándo y dónde Señor empiezo de nuevo?".

## Filmografía
- 2007: El resultado del amor.

## Radio
- 1975: Argentinísima.

## Televisión
- 1999/2000: El humor de Café Fashion.
- 1984: Voces de la patria grande, con Marcelo Simón.
- 1974: Sábados circulares, conducido por Pipo Mancera.

## Teatro
- 2004: Noche fascinante", con Mario Sánchez, la vedette Jacqueline Guerrero, el humorista El Chango Juárez y un elenco de bailarines.[6]
- 2004: Unipersonal en el Teatro Bar junto al "Mudo" Esperanza.[7]
- 2001: "Lo cordobés pega más, pega más" - Teatro La Sombrilla de Villa Carlos Paz, Córdoba, junto a Carlos Rotundo, Alejandra Pradón, Carolina Guerrero y elenco.
- 2000: La Cañada, made in Córdoba, con Carlos Rotundo y Julio Olivera.

## Discografía
- DE JERÓNIMO LUIS DE CABRERA A DANIEL WILLINGNTON, 400 AÑOS DE BUEN HUMOR CORDOBÉS (1977).[8]
- SAPO CATIVA: "LO MEJOR DEL HUMOR CORDOBÉS" (1986).[9]